# (705) Erminia
(705) Erminia est un astéroïde de la ceinture principale.

## Description
(705) Erminia est un astéroïde de la ceinture principale découvert par Emil Ernst à Heidelberg le 6 octobre 1910.
Il est nommé en l'honneur de l'opéra Erminie (en) (1885) d'Edward Jakobowski (en), basé sur un mélodrame consacré au personnage de Robert Macaire.

## Compléments